# Mario De Benedetti
Mario De Benedetti (Carbonara Scrivia, 8 settembre 1915 – Guadalajara, 20 marzo 1977) è stato un ciclista su strada e imprenditore italiano, attivo come professionista e indipendente dal 1939 al 1949.

## Carriera
Tra i dilettanti fu attivo con la S.C. Focesi di Milano e la S.C. Vigor di Torino, vincendo nel 1938 una tappe e la classifica generale della Monaco di Baviera-Milano a tappe e il Giro del Sestriere in linea. Passato professionista nel 1939 con la Legnano, vide la sua carriera compromessa dall'avvento del secondo conflitto mondiale, nonostante ciò riuscì a ritagliarsi alcune significative prestazioni.
Le sue stagioni migliori, pur nelle difficoltà della guerra, furono quelle di 1941, 1942 e 1943, quando riuscì a entrare per tre volte nei primi dieci classificati alla Milano-Sanremo e a salire in altrettante occasioni sul podio del Giro della Provincia di Milano; in questa corsa, che si disputava a coppie, ebbe l'onore di affiancare campioni del calibro di Giovanni Valetti, Pierino Favalli e soprattutto Fausto Coppi. Numerosi furono anche i podi nelle classiche del panorama italiano: terzo al Giro dell'Umbria 1940, secondo al Giro di Campania 1941 e alla Coppa Bernocchi 1941, secondo alla Milano-Modena 1942 e terzo alla Tre Valli Varesine 1942.
Terminata la guerra, dopo aver partecipato al suo ultimo Giro d'Italia, quello del 1949, prese la strada dell'emigrazione trasferendosi in Uruguay. Qui non abbandonò immediatamente la carriera sportiva e per diverse di stagioni prese parte alle corse locali (così come il coetaneo Primo Zuccotti, anch'egli alessandrino trasferitosi nella República Oriental) vincendo, tra le altre, due tappe alla Vuelta Ciclista del Uruguay ed arrivando sul podio nel 1950, 1951 e 1953.

## Dopo il ritiro
Dopo il ritiro dalle corse aprì, a Montevideo, una fabbrica di pneumatici, che poi cedette a Zuccotti prima di trasferirsi definitivamente in Messico. Qui si spense nel 1977, all'età di 61 anni.

## Palmarès
- 1938 (Dilettanti)

3ª tappa Monaco di Baviera-Milano (Trento > Milano)
Classifica generale Monaco di Baviera-Milano
Giro del Sestriere
- 1949 (Individuale, una vittoria)

Classifica generale Vuelta al Valle de Río Negro
- 1950 (Individuale, una vittoria)

9ª tappa Vuelta Ciclista del Uruguay (Rocha > Maldonado)
- 1953 (Club Atlético Peñarol, una vittoria)

12ª tappa Vuelta Ciclista del Uruguay (Trinidad > Montevideo)
- 1954 (Club Atlético Peñarol, una vittoria)

Classifica generale Mil Millas Orientales

## Piazzamenti

### Grandi Giri
- Giro d'Italia

1939: 41º
1940: 19º

### Classiche monumento
- Milano-Sanremo

1939: 22º
1940: 51º
1941: 5º
1942: 5º
1943: 6º
1946: 29º
1948: 53º
- Giro di Lombardia

1939: 17º
1942: 37º